# Campanya
|  | Per a altres significats, vegeu «campanya electoral». |

Una campanya són el conjunt d'accions militars que transcorren en una mateixa zona geogràfica i un mateix període. En el context de les ciències militars, una campanya militar comprèn totes les operacions militars, efectuades normalment per una força defensiva o atacant, dirigides a la consecució d'una desitjada situació militar o política, dins d'unes limitacions geogràfiques i temporals.

## Variacions en l'ús del terme
Les campanyes militars són, per tant, una successió de batalles (o combats bèl·lics entre dos o més oponents, en què cada grup intenta derrotar els altres, i qualsevol maniobra realitzada per forces militars (regulars o irregulars) que pretenen la victòria a una guerra. Les campanyes militars, en mantenir durant un cert espai de temps, solen ser portades a terme per forces permanents professionals de soldats o en forma de guerrilla, però de manera ocasional s'ha considerat com campanyes els conjunts d'accions militars empresos per la milícia la seva altres forces no professionals quan s'han desenvolupat de manera continuada en el temps.
Una campanya militar, tècnicament, és una sèrie d'operacions militars relacionades. En aquest context, campanya militar s'usa, predominantment, per referir-se al que fa un dels bàndols, i és útil per distingir entre la guerra com un tot, i els bàndols d'aquesta guerra. La fi d'una campanya militar pot ser degut a la derrota d'un dels bàndols per part de l'altre, a l'ocupació de territori, a la consecució d'uns objectius previs que porten a la fi del conflicte, o per fi d'un període de l'any que afavoreix el desenvolupament de les operacions (per exemple, en les guerres europees anteriors a la il·lustració, les campanyes militars solien acabar a l'hivern). En una guerra convencional, la fi d'una campanya militar condueix algunes vegades a conflictes armats més petits (sovint anomenats desordres, rebel·lions, insurreccions, cops, etc.).
Una campanya militar pot designar, d'una manera més lliure, a qualsevol conjunt d'operacions militars en un mateix teatre d'operacions, encara que formant part d'una guerra de més extensió. En aquest sentit, una campanya militar és una sèrie de batalles enllaçades durant un temps, acció i geografies definides, dins d'un marc o línia temporal més gran (per exemple, la Campanya d'Àfrica del Nord durant la Segona Guerra Mundial).

## Avaluacions
Es jutja que una campanya militar té èxit si es compleixen les condicions desitjades com a objectius, a través d'operacions de combat i de no combat. Això es determina, habitualment, quan una de les entitats bel·ligerants derrota a l'entitat oponent. La manera en què una força acaba les operacions, però, influència la percepció de l'èxit d'una campanya. Al final d'una campanya se li segueix normalment, la transició de l'autoritat militar per una autoritat civil i el reposicionament de les forces.
Les campanyes militars en curs, dins i fora de guerres individuals, es caracteritzen algunes vegades metafòricament com pantanoses, a causa de diversos factors (com ara, una petita esperança de victòria, objectius pobrament definits i/o una estratègia per sortir gens clara). Normalment s'usa de manera pejorativa per descriure, en opinió de qui l'usa, operacions mal encaminades. El seu ús en debats polítics, va sorgir durant la Guerra del Vietnam. Activistes, comentaristes, i experts que el fan servir, el solen escollir específicament per al·ludir al conflicte del Vietnam i a la Invasió de l'Iraq de 2003.